# 岡田新一

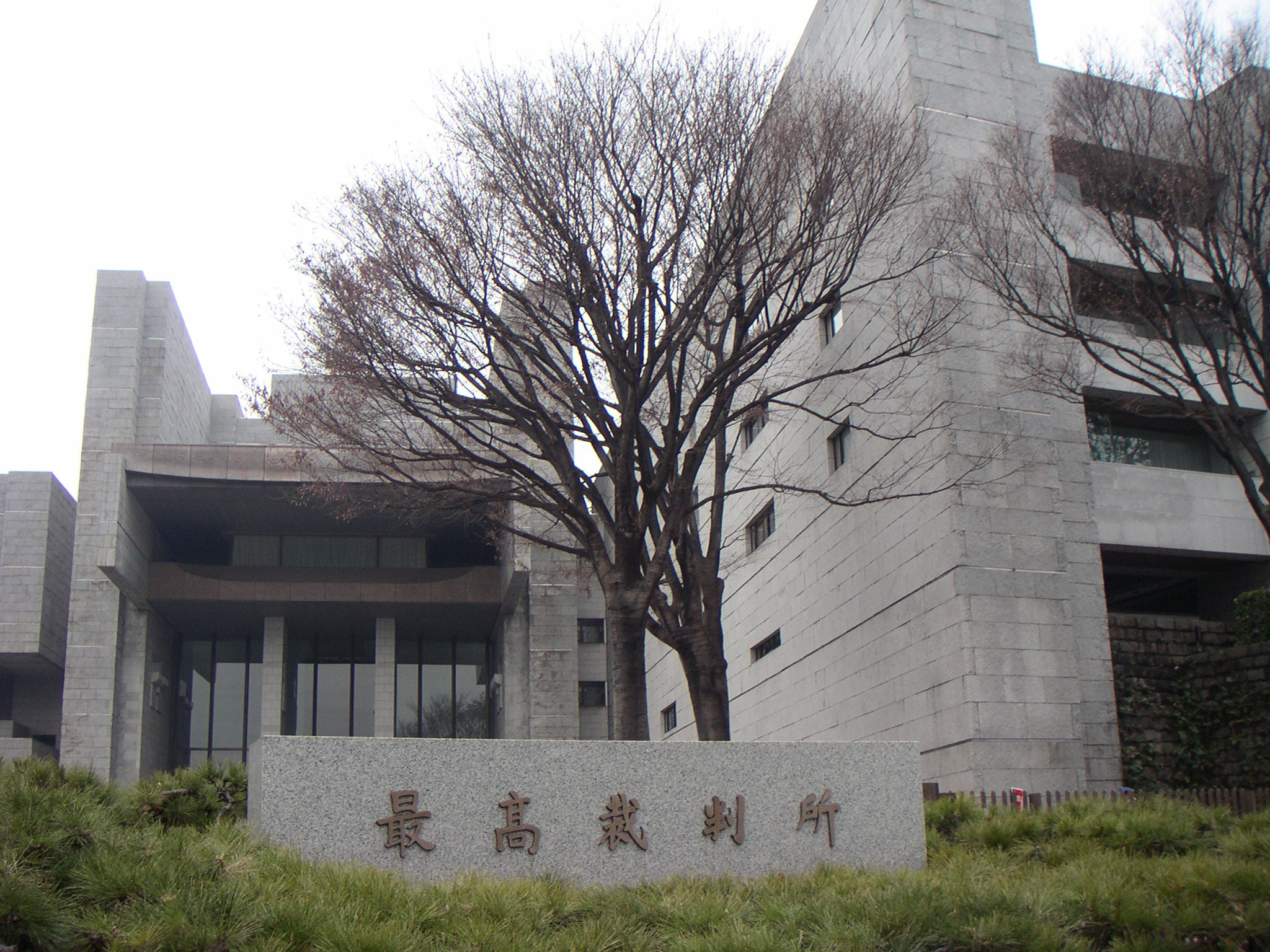
最高裁判所

岡田 新一（おかだ しんいち、1928年1月9日 - 2014年10月27日）は、日本の建築家、都市計画家。日本芸術院会員。茨城県水戸市生まれ。

## 略歴

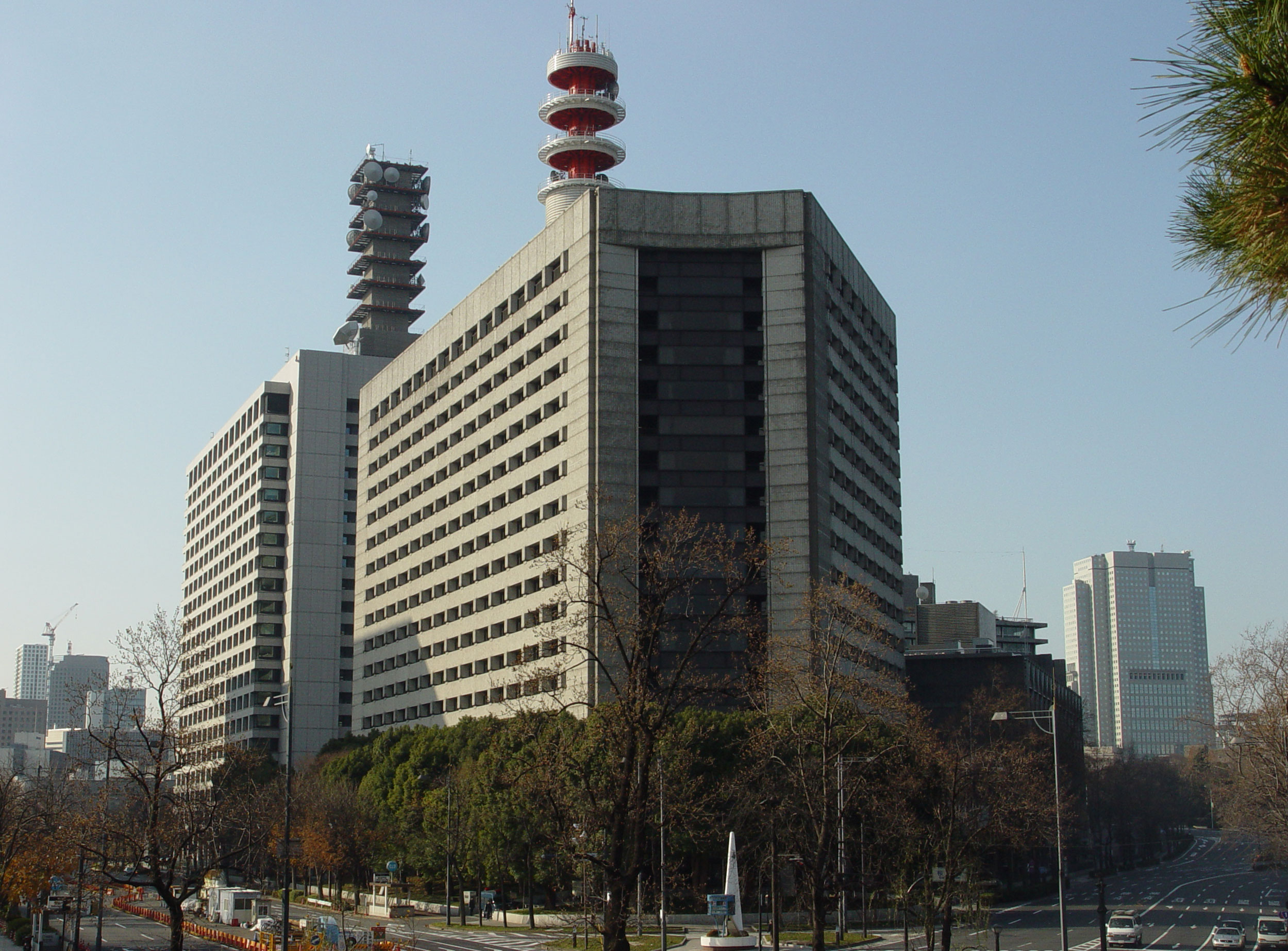
警視庁本部庁舎

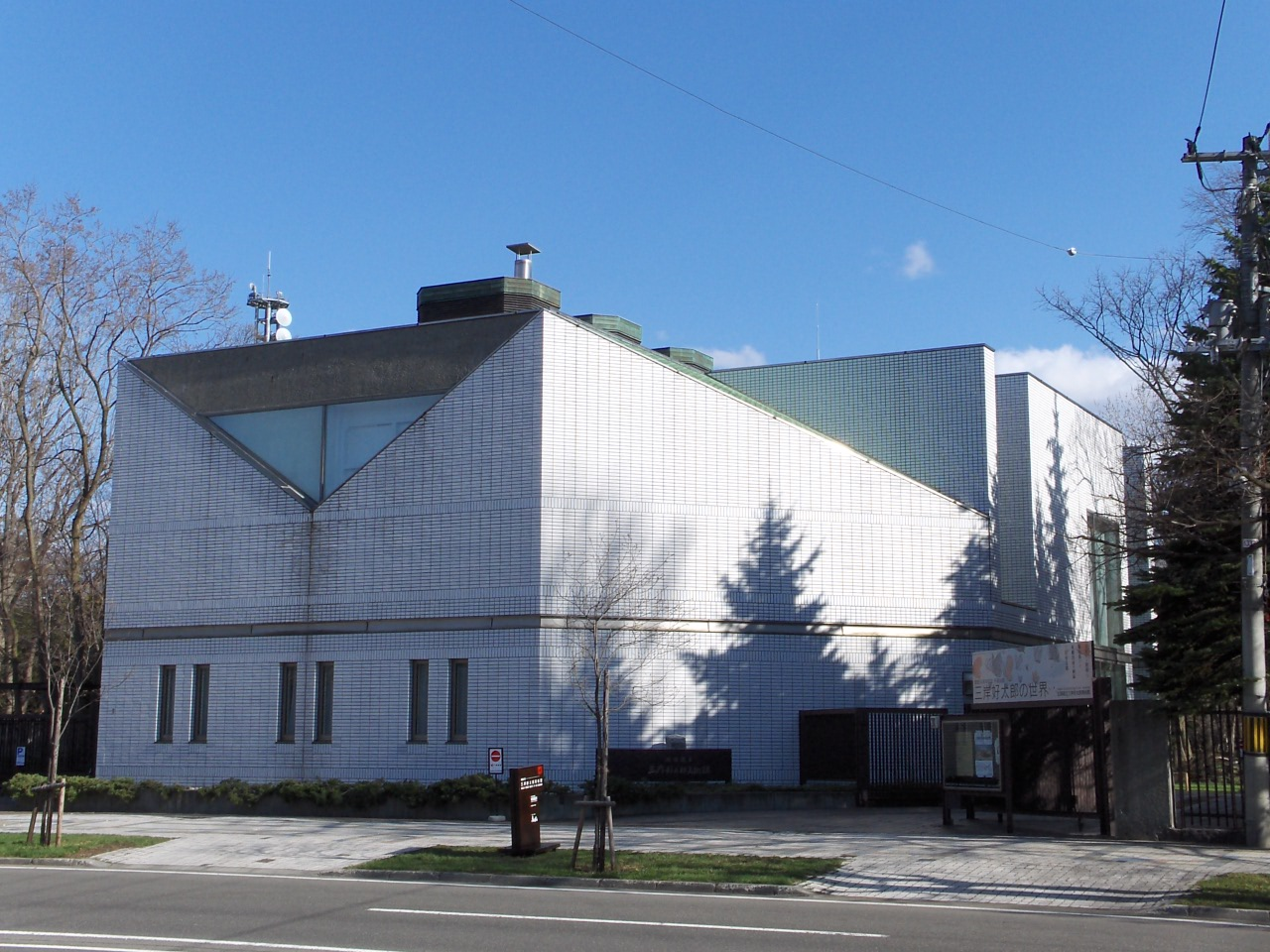
北海道立三岸好太郎美術館

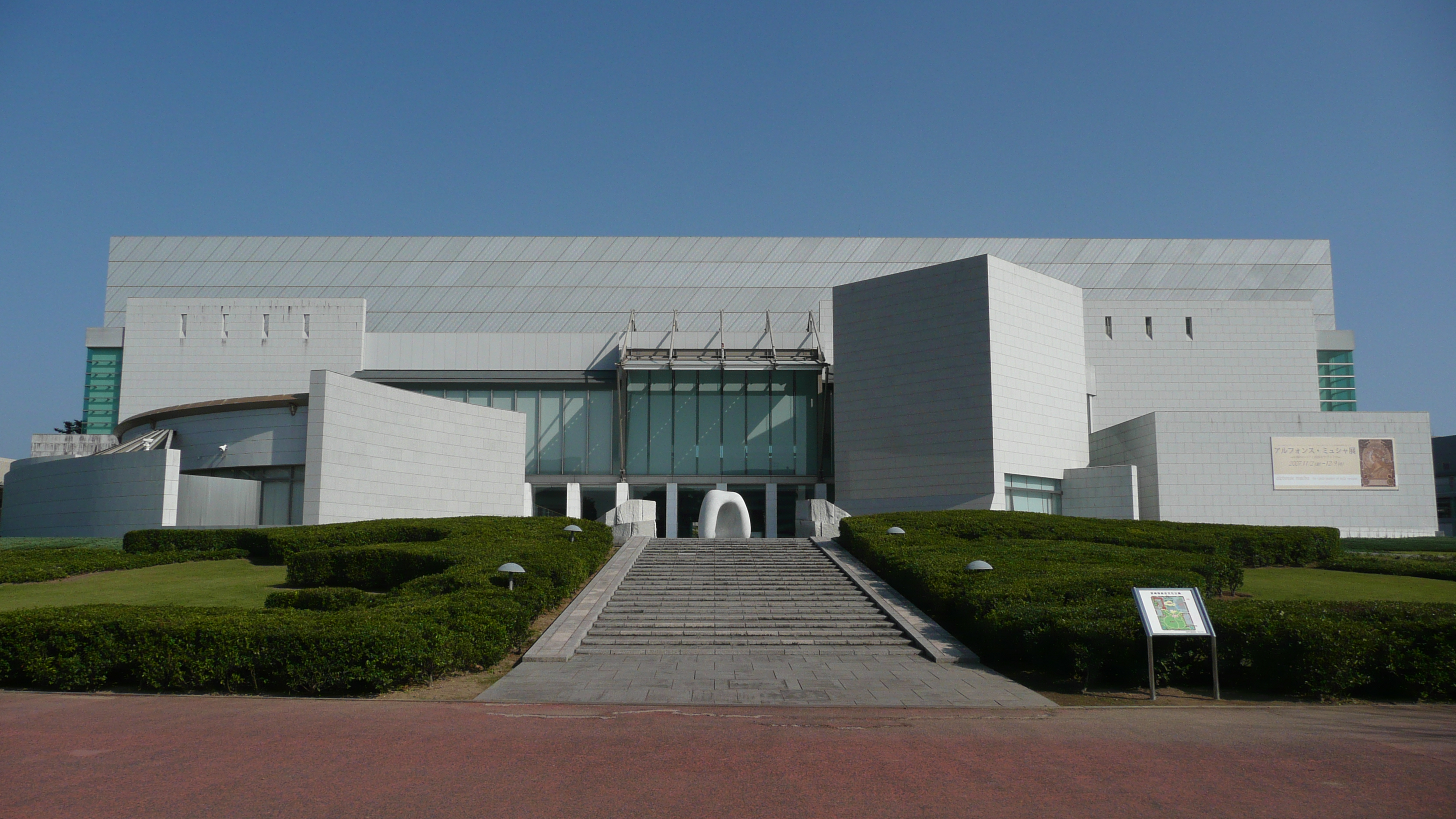
宮崎県立美術館

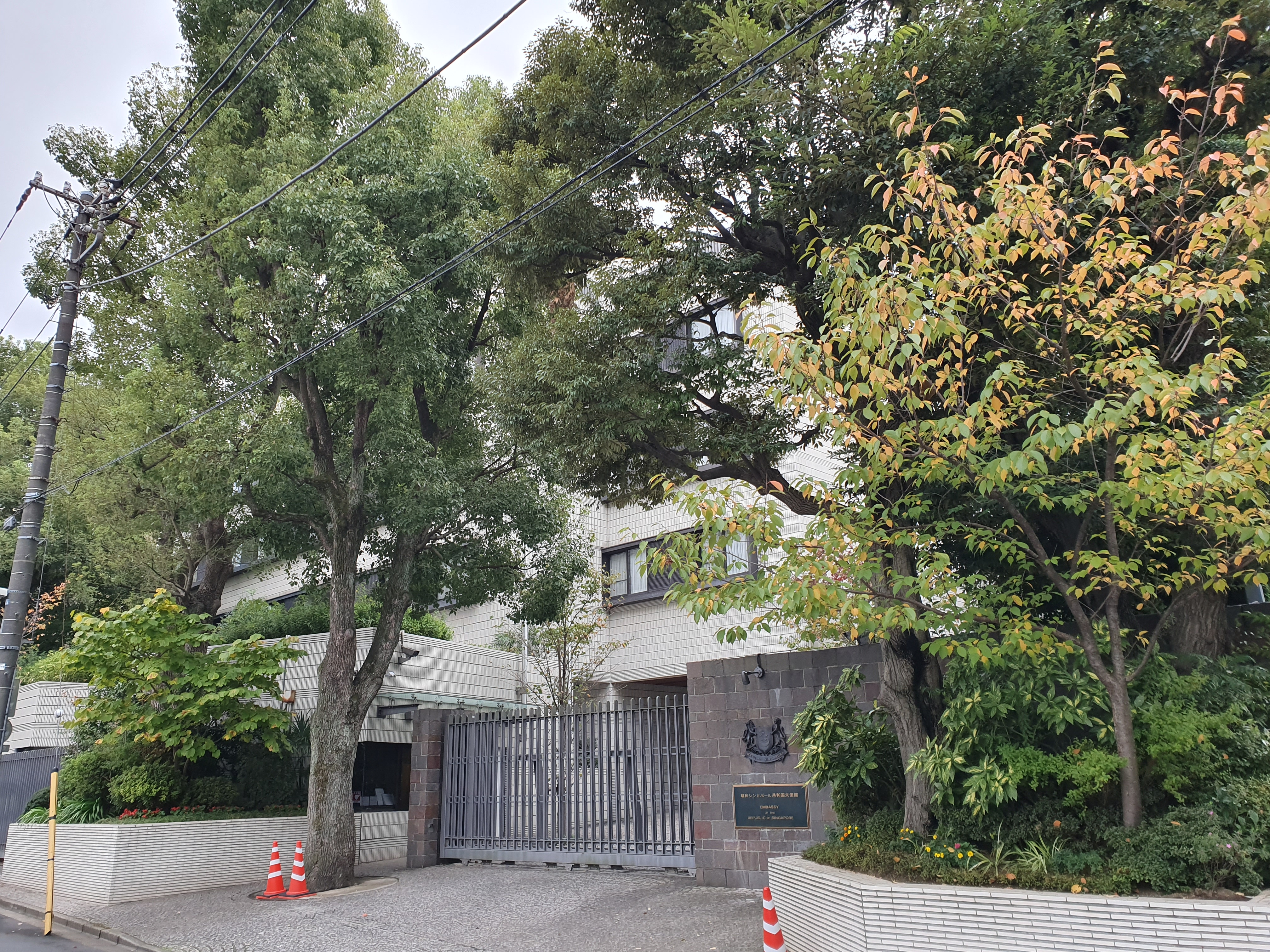
駐日シンガポール大使館

1945年、東京高等師範学校附属中学校（現・筑波大学附属中学校・高等学校）卒業。同期に建築学者の鈴木成文がいる。旧制静岡高等学校を経て、1955年に東京大学工学部建築学科を卒業。1957年に東京大学大学院修士課程を修了し、鹿島建設に入社した。
その後留学。1963年にイェール大学建築芸術学部大学院を修了し、帰国後の1969年、独立して岡田新一設計事務所を設立した。
2014年、呼吸不全のため死去。享年87（満86歳没）。

## 講師、各種委員
- 東京大学、千葉大学、東京都立大学 (1949-2011)講師
- セントラルガラスコンペ審査員
- 吉備高原都市計画専門委員会委員
- 岡山県操車場跡地公園公開コンペ審査委員長
- 岡山城築城400年関連事業推進協議会参与
- 地方都市の魅力・研究委員会委員
- 青森県立美術館設計競技審査員会委員
- 首都機能移転問題に関する東京都専門委員
- 東京都専門調査委員台湾震災復興コンサルタント
- 高松宮殿下記念世界文化賞選考委員会委員（建築部門）
- 日本建築学会終身正会員
- 日本芸術院会員

## 都市計画・構想
- 岡山市天神山地区開発計画
- 三原市総合計画
- リトルトーキョー再開発計画
- 大阪城北地区再開発計画
- 天王州地区総合開発計画監修
- 石狩開発流通施設企画設計
- コミュニティークラブ練馬計画
- 喜茂別中山峠再開発計画
- 大宮駅西口再開発産業文化センター計画
- 豊島八丁目地区計画
- 京都府庁周辺全体計画
- 豊島区新庁舎・新公会堂周辺計画
- 前橋プラスランド計画
- 青森県総合芸術パークグランドデザイン
- 東京湾ウォーターフロント300%構想
- 東京湾からの発信－東京DCと国土再生
- 藤沢駅南部地区土地利用計画調査
- 横浜一文字地区再開発基本計画
- 三笠市ふれあい生きがいの里構想
- 函館市整備計画の提言
- 仙台市一番町4丁目市街地再開発計画

## 作品
- 最高裁判所
- 警視庁本部庁舎
- 群馬県民会館
- 日本歯科大学新潟キャンパス校舎（新潟県新潟市）1974年建築業協会賞
- 群馬県立図書館（群馬県前橋市、1978年）
- 駐日シンガポール大使館（東京都港区、1978年）[3]
- 岡山市立オリエント美術館（岡山県岡山市、1979年）2006年日本建築家協会25年賞(一般建築部門大賞)[4]
- 和歌山市民図書館（和歌山県和歌山市、1981年）
- 苫小牧市庁舎（北海道苫小牧市、1983年）[5]
- 福島市音楽堂（福島県福島市、1984年）
- 八戸市立図書館（青森県八戸市、1984年）
- 北海道立三岸好太郎美術館（北海道札幌市、1984年）1985年札幌都市景観賞
- 岡山県立美術館（岡山県岡山市、1987年）2014年日本建築家協会25年賞[6]
- 函館山ロープウェイ展望台（北海道函館市、1988年）
- 中近東文化センター（東京都三鷹市、1979 年、1989年増築）ベルカ賞
- 徳島県立図書館（徳島県徳島市、1989年）
- 小田原市立中央図書館（かもめ）（神奈川県小田原市、1994年）日本図書館協会建築賞
- 金沢市立泉野図書館（石川県金沢市、1994年）石川県建築賞、金沢都市美文化賞
- 岐阜県図書館（岐阜県岐阜市、1995年）岐阜市都市美創出賞
- 宮崎県立美術館（宮崎県宮崎市、1995年）-恩賜賞、日本芸術院賞
- 宇都宮美術館（栃木県宇都宮市、1996年）
- トッパン小石川ビル印刷博物館（東京都文京区、2000年）2001年文京区都市景観賞
- 取手市立ふじしろ図書館（茨城県取手市、2002年）
- あきる野市東部図書館エル（東京都あきる野市、2005年）JIA優秀建築選、日本図書館協会建築賞
- あきる野市中央図書館（東京都あきる野市、2007年）
- 新潟市立中央図書館（新潟県新潟市、2007年）JIA優秀建築選、日本図書館協会建築賞
- 日進市立図書館（愛知県日進市、2008年）日本建築学会作品選集、JIA優秀建築選

- 函館シーポートプラザ
- 浜田広介記念館
- 陸別町庁舎
- 横浜市都筑区総合庁舎
- 東京藝術大学奏楽堂
- 拓殖大学八王子キャンパス校舎
- 大潟村干拓博物館
- 東京大学医学部附属病院
- 国立病院機構千葉東病院附属施設
- 滋賀医科大学医学部附属病院
- 東京都立豊島病院
- 筑波大学医学部附属病院
- 筑波メディカルセンター病院
- 聖マリア病院 国際医療センター
- 三重大学医学部附属病院
- 島根大学医学部附属病院
- 千葉労災病院
- 大館市立病院
- 彦根市立病院
- 浜松労災病院
- 初台リハビリテーション病院
- 長崎リハビリテーション病院
- 鵜飼リハビリテーション病院
- あずまリハビリテーション病院
- 武蔵野市立千川小学校
- 東京都港区立高陵中学校
- 自修館中等教育学校
- 北海道登別明日中等教育学校
- 藤女子中学・高等学校
- 麗澤中学・高等学校
- 麗澤大学新校舎
- 小樽桜陽高等学校
- 南九州大学都城キャンパス新研究棟
- 南九州大学宮崎キャンパス校舎棟
- 保健医療経営大学
- 総合研究大学院大学先導科学研究科棟
- 拓殖大学国際開発学部校舎
- 学習院中等科・高等科校舎・道場
- 筑波大学附属中央図書館
- 我孫子市立図書館アビスタ
- 歴史公園信州高山 一茶ゆかりの里
- 徳島県吉野川市鴨島町公民館

## 作品集・著作
- 季刊ja 岡田新一 -新建築社

## その他
- シンガポールの建築士としても登録されている。